# 谭云鹤
谭云鹤（1922年5月—2014年5月5日），四川万县人。中华人民共和国政治人物。
1941年3月后，任陕甘宁边区合水县选举工作团团长。1946年6月，在黑龙江省密山县参加土改，后任永安、鸡西县委书记。后担任黑龙江省委副秘书长、秘书长、黑龙江省委书记处候补书记，后担任林彪秘书，文化大革命期间被隔离审查。1973年起，任黑龙江省委，牡丹江地委副书记。1977年12月后，任卫生部副部长，中国红十字会常务副会长，担任红十字会与红新月会国际联合会副主席。2014年去世。